# Itako (Ibaraki)
Itako (japonsky 潮来市) je město v prefektuře Ibaraki na ostrově Honšú. Ve městě žije přibližně 27 tisíc obyvatel. Ve městě se koná každoroční festival kosatce (Itako Ayame Matsuri). Poblíž města se také nachází národní park Suigō-Tsukuba Quasi s typickou japonskou přírodou.
Ve městě je také několik středních a jedna vyšší odborná škola.

## Geografie
Město leží ve střední části ostrova Honšú v prefektuře Ibaraki (region Kantó).